# ドロマエオサウルス
ドロマエオサウルス（学名: Dromaeosaurus）は後期白亜紀（カンパニア期中期、7,650万年前から7,480万年前）に現在のアメリカ西部、カナダ、アルバータ州に生息していた獣脚類恐竜の属の一つである。名前は「走るトカゲ」の意味である。

## 形態

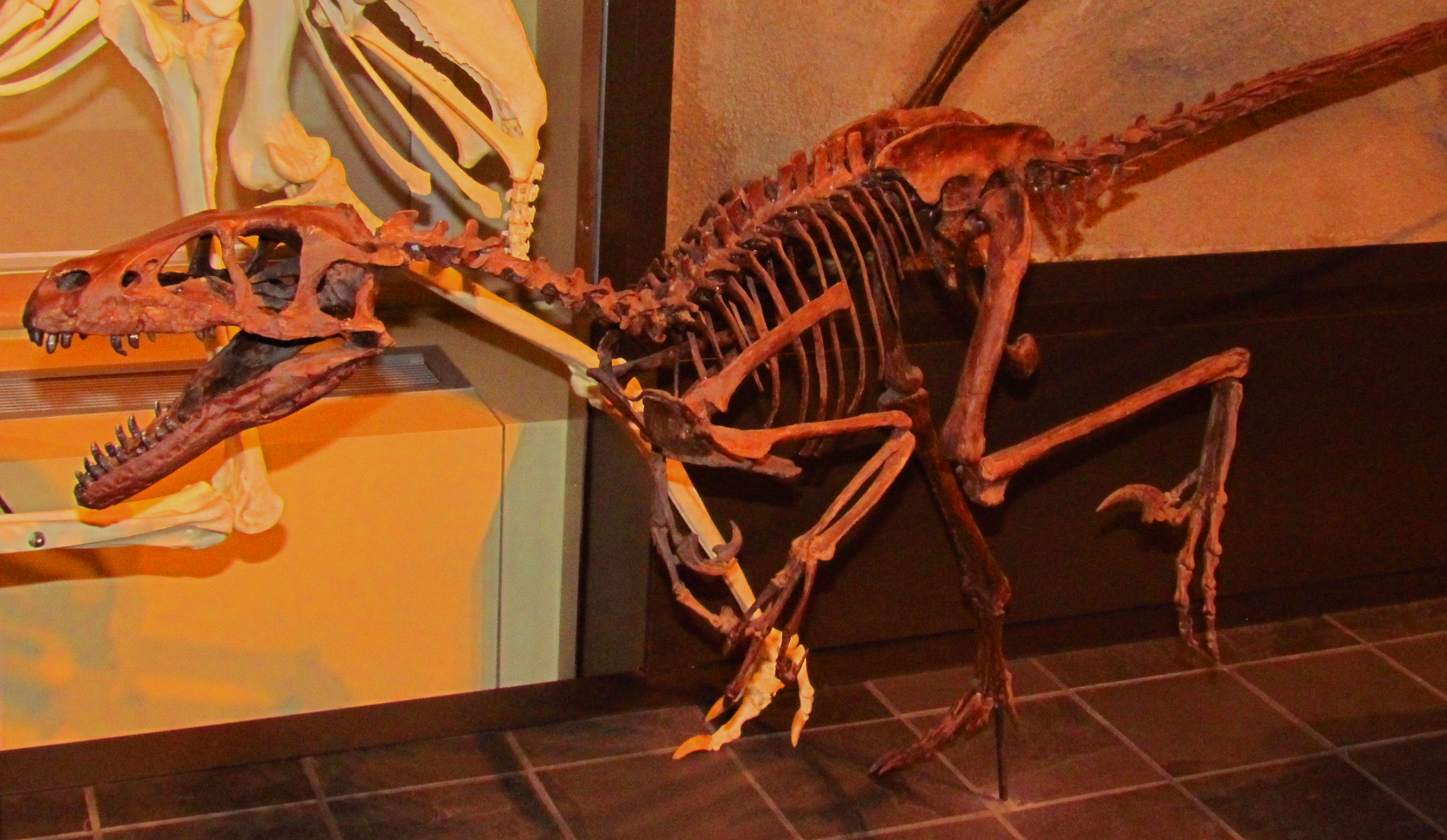
カナダ自然博物館の骨格模型

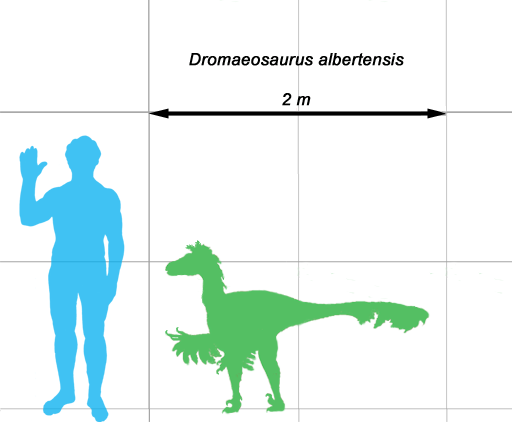
人との大きさ比較

ドロマエオサウルスの頭蓋骨。紫で着色された骨が方形骨

ドロマエオサウルスは小型の肉食動物であり、体長約2 m、体重15 kgである。口には鋭い歯で満たされており、各足には鋭い鉤爪を備えていた。白亜紀後期カンパニア期に生息していたが、この属のものと見られる歯など断片的な化石はマーストリヒト期のランス層やヘルクリーク層の6600万年前の地層でも発見されている。
ドロマエオサウルスの頭骨は吻が深く、比較的がっちりしていた。歯は大きく、上顎骨には9本だけあった

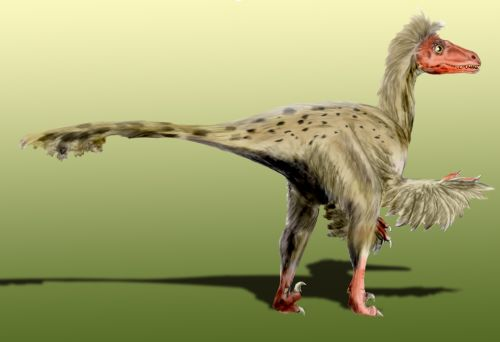
復元図

Dromaeosaurus albertensisでは頭の後ろの静脈（vena capitis dorsalis）から脳の後部の表面に沿った長い血管を通って首の前の筋肉に血液が流れる。

## 研究史

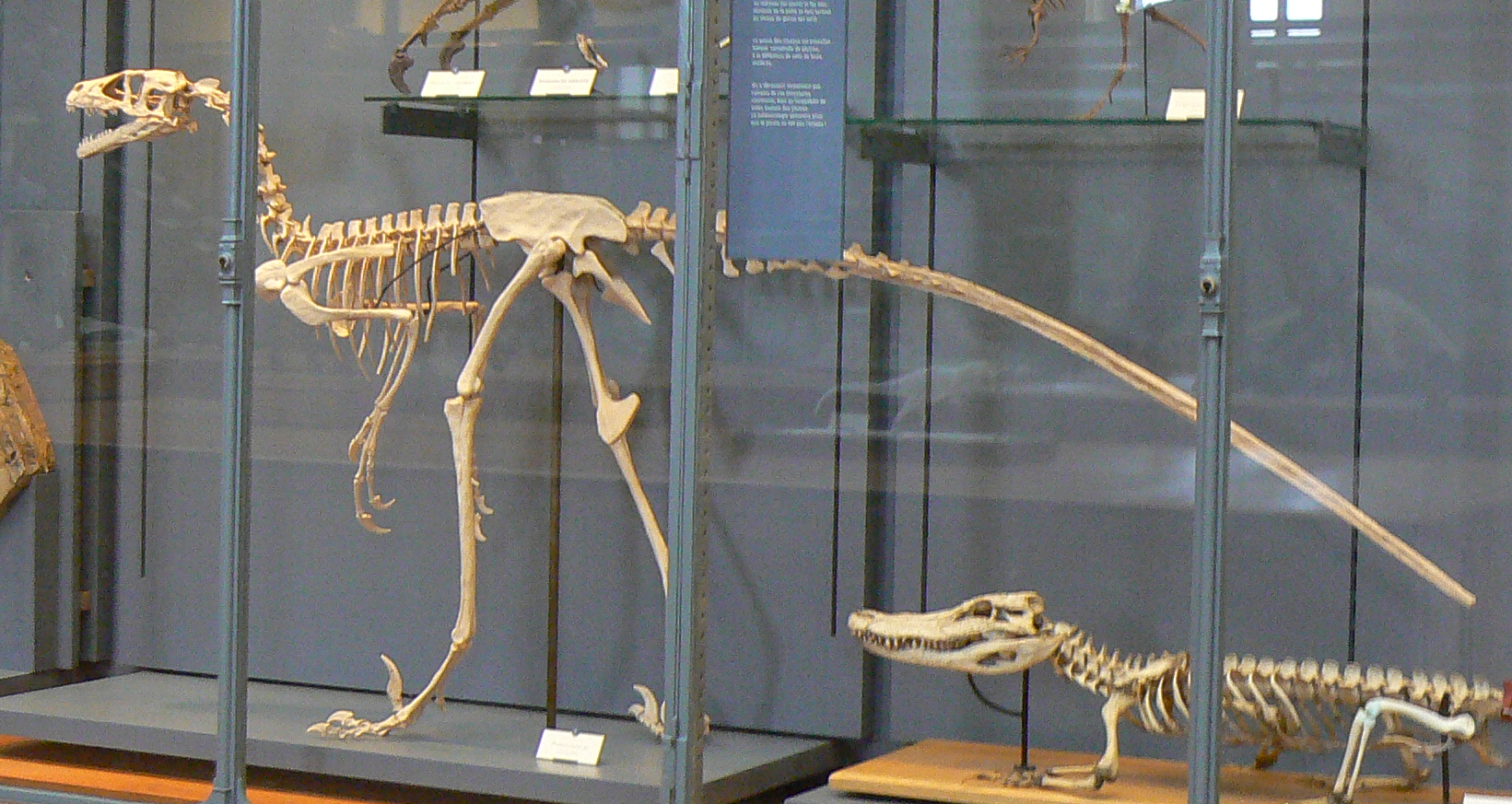
D. albertensisの骨格キャスト

恐竜についての一般書籍でも広く知れ渡っており、世界中の博物館に完全な骨格のキャストが展示されているにもかかわらず、ドロマエオサウルスの実際の化石はあまり発見されていない。ロイヤル・ティレル古生物学博物館で作成されたキャストはドロマエオサウルスより後に発見された他のドロマエオサウルス科の種から得られた知識を加えて推定されて作成された模型に過ぎない。
最初のドロマエオサウルスの化石は1914年に古生物学者バーナム・ブラウンによりアメリカ自然史博物館のために行われたレッドディア川レッドディア川探検の中で発見された 。化石が発見された地域は現在ではカナダ、アルバータ州の州立恐竜公園の一部となっている 発見されたホロタイプAMNH 5356は部分骨格で、長さ24cmの頭骨、下顎骨、2つの舌骨、第一中手骨、いくつかの足の骨で構成されている。頭骨は吻の上部がほとんどない。他にいくつかの頭骨の断片や孤立した歯が後にアルバータ州やモンタナ州で発見されている 。
1922年にウィリアム・ディラー・マシューとブラウンはタイプ種Dromaeosaurus albertenis として命名、記載を行った。属名はギリシャ語で「走車」を意味するδρομεύς (dromeus)と「トカゲ」を意味するσαύρος (sauros)から派生している。種小名はalbertenis は発見地アルバータ州にちなんだものである。
ドロマエオサウルスには他に7つの種が命名された。Dromaeosaurus laevifrons (Cope 1876) Matthew & Brown 1922; Dromaeosaurus cristatus (Cope 1876) Matthew & Brown 1922 (トロオドン); Dromaeosaurus? gracilis (Marsh 1888) Matthew & Brown 1922; Dromaeosaurus explanatus (Cope 1876) Kuhn 1939; Dromaeosaurus minutus (Marsh 1892) Russell 1972 (アルヴァレスサウルス科); Dromaeosaurus falculus (Cope 1876) Olshevsky 1979 and Dromaeosaurus mongoliensis (Barsbold 1983) Paul 1988 (ヴェロキラプトル)である。ほとんどのものが断片的な化石に基づいており、他の属のものだとされたものもある。またそれ以外も、Dromaeosaurus albertensisよりはるかに不完全であり現在では再分類では疑問名であると考えられている。Dromaeosaurus albertensisはある程度状態のいい頭骨が発見された最初のドロマエオサウルス科の種であるにもかかわらず、 生息地においては他の小型獣脚類より生息数が少なかったことが徐々に分かってきた。

## 生態と食性

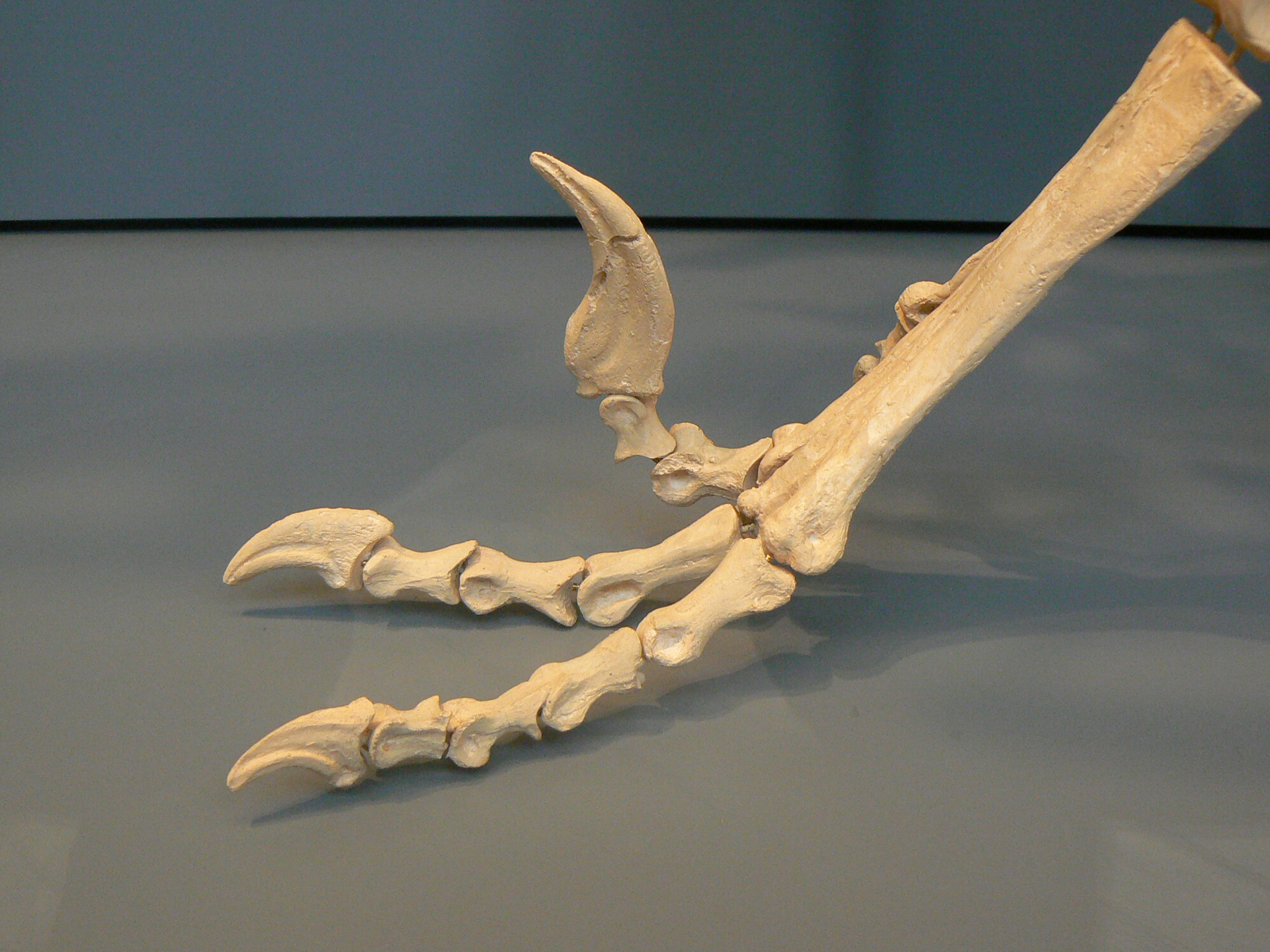
D. albertensisの足のキャスト

ドロマエオサウルスは短くがっちりした頭骨、深い下顎、粗い歯で他の近縁種と区別される。歯は近縁種のサウロルニトレステス（Saurornitholestes）のものより激しく磨耗している傾向があり、肉を単に刻むというより破砕して引き裂いていたことを示唆する。Therrien et al. (2005)によればドロマエオサウルスはヴェロキラプトルよりも噛む力が3倍近く強かったと推定され、獲物を殺すのに鎌状の鉤爪よりも顎に頼っていたことが示唆される。

## 分類
MatthewおよびBrownは最初頭骨の比率に基づいてドロマエオサウルスをデイノドン科（"Deinodontidae"、現在ではティラノサウルス科として知られる）の中の独自の亜科であるドロマエオサウルス亜科（Dromaeosaurinae）に分類した。1969年にジョン・オストロムはヴェロキラプトルや新たに発見されたデイノニクスと共通した特徴を持つことに気づき、これらを新たな科であるドロマエオサウルス科に分類した。以来、多数の近縁種が発見されている。
ドロマエオサウルスの正確な類縁関係は明確になっていない。頑丈な造りで原始的な概観であるにもかかわらず、実際には非常に特化した動物である。系統解析ではユタラプトル、アキロバトル、ユルゴヴキア（Yurgovuchia）とともにドロマエオサウリナエ（Dromaeosaurinae）のクレードに配置される結果が高頻度で得られる。

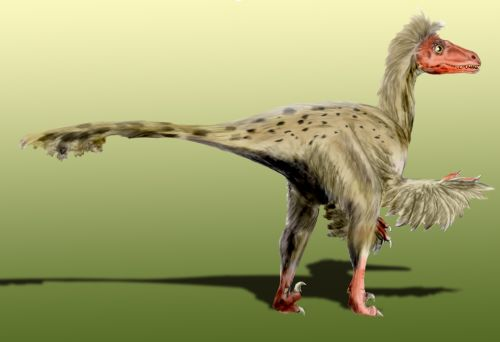
復元図

以下のクラドグラムはSenter et al. in 2012に基づくものである。ドロマエオサウルスはユルゴヴキア、ユタラプトル、アキロバトルと姉妹群であるという結果が得られている
|  | アダサウルス                                                    |
|  |                                                                 |
|  | \| \| ツアアガン \| \| \| \| \| \| ヴェロキラプトル \| \| \| \| |
|  |                                                                 |
|  | ツアアガン                                                      |
|  |                                                                 |
|  | ヴェロキラプトル                                                |
|  |                                                                 |

|  | ツアアガン       |
|  |                  |
|  | ヴェロキラプトル |
|  |                  |

|  | デイノニクス |
|  | |
|  | \| \| アキロバトル \| \| \| \| \| \| ドロマエオサウルス \| \| \| \| \| \| ユタラプトル \| \| \| \| \| \| ユルゴヴキア \| \| \| \| |
|  | |
|  | アキロバトル |
|  | |
|  | ドロマエオサウルス |
|  | |
|  | ユタラプトル |
|  | |
|  | ユルゴヴキア |
|  | |

|  | アキロバトル       |
|  |                    |
|  | ドロマエオサウルス |
|  |                    |
|  | ユタラプトル       |
|  |                    |
|  | ユルゴヴキア       |
|  |                    |

|  | アダサウルス                                                    |
|  |                                                                 |
|  | \| \| ツアアガン \| \| \| \| \| \| ヴェロキラプトル \| \| \| \| |
|  |                                                                 |
|  | ツアアガン                                                      |
|  |                                                                 |
|  | ヴェロキラプトル                                                |
|  |                                                                 |

|  | ツアアガン       |
|  |                  |
|  | ヴェロキラプトル |
|  |                  |

|  | デイノニクス |
|  | |
|  | \| \| アキロバトル \| \| \| \| \| \| ドロマエオサウルス \| \| \| \| \| \| ユタラプトル \| \| \| \| \| \| ユルゴヴキア \| \| \| \| |
|  | |
|  | アキロバトル |
|  | |
|  | ドロマエオサウルス |
|  | |
|  | ユタラプトル |
|  | |
|  | ユルゴヴキア |
|  | |

|  | アキロバトル       |
|  |                    |
|  | ドロマエオサウルス |
|  |                    |
|  | ユタラプトル       |
|  |                    |
|  | ユルゴヴキア       |
|  |                    |

## 参照
- Currie, Philip J. (1995). “New information on the anatomy and relationships of Dromaeosaurus albertensis (Dinosauria: Theropoda)”. w:Journal of Vertebrate Paleontology 15 (3):  576–591. doi:10.1080/02724634.1995.10011250.
- Currie, P. J.; Rigby, K. J.; Sloan, Robert E. (1990). “Theropod teeth from the Judith River Formation of southern Alberta, Canada”. In Currie, P. J.; Carpenter, K. Dinosaur Systematics: Perspectives and Approaches. Cambridge: Cambridge University Press. pp. 107–125. ISBN 0-521-43810-1
- Dixon, Dougal (2006). The Illustrated Encyclopedia of Dinosaurs. Lorenz Books. pp. 200–201. ISBN 0-7548-1573-0
- Larsson, H.C.E. 2001. Endocranial anatomy of Carcharodontosaurus saharicus (Theropoda: Allosauroidea) and its implications for theropod brain evolution. pp. 19–33. In: Mesozioc Vertebrate Life. Ed.s Tanke, D. H., Carpenter, K., Skrepnick, M. W. Indiana University Press.
- Matthew, William D.; Brown, Barnum (1922). “The family Deinodontidae, with notice of a new genus from the Cretaceous of Alberta”. Bulletin of the American Museum of Natural History 46:  367–385. hdl:2246/1300.
- Ostrom, John H. (1969). “Osteology of Deinonychus antirrhopus, an unusual theropod from the Lower Cretaceous of Montana”. Peabody Museum of Natural History Bulletin 30:  1–165.
- Paul, Gregory S. (1988). “The Wonderful and Spectacular Dromaeosaurian Sickle-Claws”. Predatory Dinosaurs of the World. w:Simon & Schuster. pp. 357–370. ISBN 0-671-61946-2
- Colbert, E.; Russell, D. A. (1969). “The small Cretaceous dinosaur Dromaeosaurus”. American Museum Novitates 2380:  1–49. hdl:2246/2590.
- Therrien, Francois; Henderson, Donald M.; Ruff, Christopher B. (2005). “Bite Me: Biomechanical models of theropod mandibles and implications for feeding”. In Carpenter, Kenneth. The Carnivorous Dinosaurs. Life of the Past. w:Indiana University Press. pp. 179–237. ISBN 0-253-34539-1
- Weishampel, David B.; Dodson, Peter; and Osmólska, Halszka (eds.): The Dinosauria, 2nd, Berkeley: University of California Press. 861 pp. ISBN 0-520-24209-2.